# Jan Vercammen (politicus)
Jan Vercammen (Herentals, 18 oktober 1969) is een Belgisch politicus uit Vlaanderen actief voor de Nieuw-Vlaamse Alliantie (N-VA).

## Levensloop
Vercammen behaalde een diploma genees-, heel- en verloskunde aan de Universiteit Gent en specialiseerde zich in acute geneeskunde en cardiologie. Als arts in opleiding werkte hij in het UZ Gent en nadien werd hij cardioloog in het Jan Yperman Ziekenhuis in Ieper en in het AZ Alma in Eeklo.
Hij trad in 2012 toe tot de N-VA en werd in oktober dat jaar voor de partij verkozen in de gemeenteraad van Ieper. Van april 2016 tot december 2018 was hij er voorzitter van de gemeenteraad. Bij de verkiezingen van oktober 2018 werd Vercammen als lijstduwer op de N-VA-lijst herkozen, maar hij besloot zijn mandaat in de gemeenteraad niet op te nemen.
Bij de federale verkiezingen van 25 mei 2014 werd Vercammen verkozen als lid van de Kamer van volksvertegenwoordigers voor de kieskring West-Vlaanderen. Hij besloot zich niet meer kandidaat te stellen voor de federale verkiezingen van mei 2019. Als parlementslid zetelde Vercammen in de commissie Volksgezondheid, Leefmilieu en Maatschappelijke Hernieuwing.